# Тамарина, Нина Александровна
Нина Александровна Тамарина (8 сентября 1926 — 11 июля 2018) — советский и российский ученый-биолог, доктор биологических наук (1970), профессор (1976), заслуженный деятель науки Российской Федерации (1997), член Русского (Всесоюзного) энтомологического общества (1951), первая женщина-энтомолог Московского университета, удостоенная степени доктора наук и ученого звания профессор.

## Биография
Родилась 8 сентября 1926 года в городе Скопине (ныне Рязанской области).
- 1949 год — окончила биолого-почвенный факультет Московского университета им. М. В. Ломоносова по кафедре энтомологии
- 1949—1952 — аспирантура биологического факультета
- 1953 — защита кандидатской диссертации по биологии насекомых, вредящих в условиях степного лесоразведения, составу и происхождению фауны лесополос
- 1953—1954 — ученый секретарь биолого-почвенного факультета Московского университета
- 1954—1958 — младший научный сотрудник на биолого-почвенном (биологическом) факультете
- 1958—1974 — старший научный сотрудник
- 1959—1960 — исполняющий обязанности заведующего лабораторией по изучению средств и способов борьбы с вредными животными и болезнями растений
- 1970 — доктор биологических наук
- 1972—1982 — заместитель декана биологического факультета по ФПК (факультет повышения квалификации)
- 1976 — профессор
- 1983—1992 — заместитель декана ФПК МГУ
- 1974—1992 — профессор кафедры энтомологии МГУ
- с 1992 — профессор-консультант кафедры энтомологии

## Научная деятельность
Основные работы связаны с проблемами медицинской энтомологии, экологии и биотехнологии, изучением фауны и биологии синантропных мух, слепней и кровососущих комаров, особенностей их жизненных циклов и репродуктивной изоляции, устойчивости к инсектицидам. Её работы позволили впервые обосновать общие принципы новой прикладной отрасли энтомологии — технической энтомологии (1980). Несколько её работ, образующих законченный цикл по технической энтомологии, удостоены премии Министерства высшего и среднего специального образования СССР (1983). Автор около 200 работ, включая новаторскую монографию «Техническая энтомология», вышедшую в 1989 году в издательстве МГУ.

## Награды
- Заслуженный деятель науки Российской Федерации (1997)[1][2]
- Орден «Знак Почёта» (1981)
- Медаль «За трудовую доблесть» (1976)
- Медаль «Ветеран труда» (1987)
- нагрудный знак «За отличные успехи в работе в области высшего образования» (1975)
- «Отличник просвещения» (1977)
- «250 лет МГУ им. М. В. Ломоносова» (2005)[1]
- Заслуженный профессор МГУ (2013)